# Index on Censorship
Index on Censorship (la censure à l'index) est une des organisations majeures de défense de la liberté d'expression dans le monde. Elle a été fondée en Grande-Bretagne en 1972  sur la base d'un magazine destiné à défendre la liberté d'expression des écrivains en Union soviétique et dans les pays du Pacte de Varsovie. Elle a, au fil des années, diversifié ses cibles et défend aujourd'hui la liberté d'expression partout où elle est entravée ou menacée.

## Le magazine

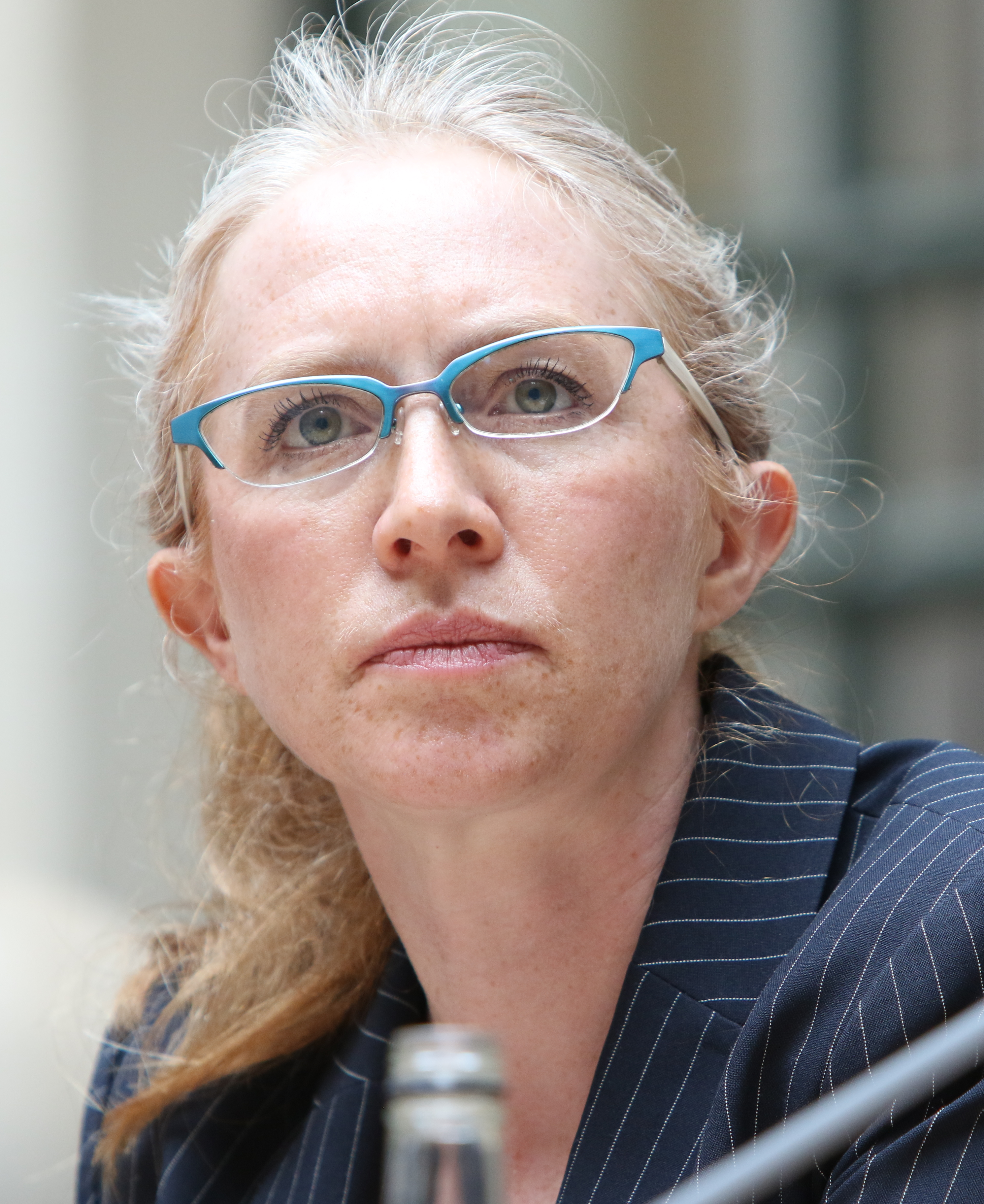
Jodie Ginsberg, directrice générale d'Index on Censorship, lors du lancement du rapport annuel sur les droits de l'homme et la démocratie 2018, le 6 juin 2019.

Le magazine Index on Censorship fut pour la première fois publié en 1972. Il soutient la liberté d'expression, publiant différents écrivains du monde entier, exposant des histoires supprimées, lançant des débats, mettant à disposition un registre international sur la censure. Les éditions trimestrielles du magazine se focalisent en général sur un pays ou une région ou un thème récurrent dans le débat sur la liberté d'expression. Index on Censorship publie également des petits travaux de fiction et des poésies d'écrivains récents. Index Index, un tour d'horizon des abus de la liberté d'expression mondiale, a été publié dans le magazine jusqu'à décembre 2008, moment où il a été transféré sur le site internet.

## Prix
Index on Censorship attribue des prix annuels pour attirer l'attention sur les journalistes et autres personnalités ou groupes qui contribuent de façon significative à la liberté d'expression.
En 2020, il donne le prix pour le journalisme au journal en ligne polonais OKO.press, pour son travail de journalisme d'enquête libre qui montre la voie aux autres médias, « crucial dans un environnement glissant plus et plus vers l'autoritarisme et vers la censure » ; un autre prix, dans la sections Arts, est attribué à l'artiste et activiste russe Ioulia Vladimirovna Tsvetkova
En 2021, un prix a été accordé à l'artiste Tatyana Zelenskaya, à l'activiste égyptien Abdelrahman « Moka » Tarek, à la journaliste Samira Sabou et au philosophe Arif Ahmed.